# Mônica Rodrigues
Mônica Rodrigues (Rio de Janeiro, 20 september 1967), spelersnaam Mônica, is een voormalig beachvolleyballer uit Brazilië. Met Adriana Samuel won ze de zilveren medaille bij Olympische Spelen in 1996. Daarnaast behaalde ze eenmaal de eindzege in het klassement van de FIVB World Tour.

## Carrière

### 1993 tot en met 1997
Mônica begon haar internationale beachvolleybalcarrière in 1993 toen ze met Adriana Samuel in de World Tour debuteerde. Het tweetal eindigde in Rio de Janeiro bij hun eerste wedstrijd als tweede. In het seizoen 1993/94 speelden ze drie wedstrijden met een vierde en tweede vijfde plaatsen. In 1994 werd het duo tweede bij het toernooi in Carolina. Het daaropvolgende seizoen namen Mônica en Samuel deel aan vijf toernooien. Ze boekten een overwinning in Santos en tweede plaatsen bij de Goodwill Games in Sint-Petersburg en in Rio de Janeiro, waardoor ze ook het eindklassement van de World Tour wonnen voor 1994/95. Het seizoen daarop behaalde het tweetal bij negen wedstrijden enkel toptienklasseringen met een derde plaats in Carolina als beste resultaat.
Mônica en Samuel begonnen 1996 met drie opeenvolgende tweede plaatsen in de World Tour (Maceio, Recife en Hermosa Beach). Vervolgens namen ze in Atlanta deel aan het eerste beachvolleybaltoernooi op de Olympische Spelen. Het duo bereikte de finale waar hun landgenoten Jackie Silva en Sandra Pires te sterk waren, waardoor het tweetal genoegen moest nemen met zilver. Na afloop van de Spelen speelden ze vijf wedstrijden in de World Tour met een eerste (Salvador), een tweede (Espinho) en een derde plaats als resultaat (Busan). In 1997 boekte het tweetal drie overwinningen in negen wedstrijden (Rio de Janeiro, Espinho en Osaka). Daarnaast eindigden ze in Busan (tweede) en Marseille (derde) eveneens op het podium. Bij de eerste officiële wereldkampioenschappen beachvolleybal in Los Angeles kwamen Mônica en Samuel niet verder dan de kwartfinale die verloren werd van het Amerikaanse duo Karolyn Kirby en Nancy Reno.

### 1998 tot en met 2004
In 1998 eindigde Mônica met Samuel nog als vijfde in Rio de Janeiro, waarna ze vier wedstrijden met Jackie Silva speelde. Het duo behaalde een tweede (Vasto), een derde (Marseille), een vierde (Espinho) en een vijfde plaats (Toronto). Daarnaast nam ze met Mônica Paludo en Adriana Bento respectievelijk aan een en twee toernooien deel. Het jaar daarop deed Mônica met verschillende partners aan vier toernooien in de World Tour mee, waarbij ze niet verder kwam dan de zeventiende plaats. In 2000 vormde ze vervolgens een team met Ana Paula Connelly. Ze speelden tien wedstrijden en behaalden onder meer een overwinning (Cagliari) en twee derde plaatsen (Gstaad en Marseille).
Na een jaar niet actief te zijn geweest in de World Tour, keerde ze in 2002 terug aan de zijde van Alexandra Fonseca da Silva. Het tweetal haalde bij alle acht de toernooien de top tien met vierde plaatsen in Madrid en Gstaad als beste resultaat. Het daaropvolgende seizoen speelde Mônica samen met Leila Barros. Ze namen deel aan zeven toernooien en eindigden als vijfde in Rodos en Osaka. Verder deed ze met Ângela Lavalle mee aan de WK in eigen land; het duo strandde in Rio de Janeiro in de groepsfase. In 2004 vormde Mônica wederom een team met Alexandra. Ze speelden tien wedstrijden in de World Tour met een vijfde plaats in Rio als beste resultaat; het toernooi in Rio was tevens de laatste wedstrijd van Mônica in de World Tour.

## Palmares
Kampioenschappen
- 1994:  Goodwill Games
- 1996:  OS
- 1997: 5e WK

FIVB World Tour
- 1993:  Rio de Janeiro Open
- 1994:  Grand Slam Carolina
- 1994:  Santos Open
- 1995:  Rio de Janeiro Open
- 1995:  FIVB World Tour
- 1995:  Carolina Open
- 1996:  World Series Maceio
- 1996:  World Series Recife
- 1996:  World Series Hermosa Beach

- 1996:  World Series Espinho
- 1996:  World Series Busan
- 1996:  World Series Salvador
- 1997:  Rio de Janeiro Open
- 1997:  Marseille Open
- 1997:  Espinho Open
- 1997:  Osaka Open
- 1997:  Busan Open
- 1998:  Vasto Open
- 1998:  Marseille Open
- 2000:  Cagliari Open
- 2000:  Gstaad Open
- 2000:  Marseille Open